# Wapen van Engwierum

Wapen van Engwierum

Het wapen van Engwierum is het dorpswapen van het Nederlandse dorp Engwierum, in de Friese gemeente Noardeast-Fryslân. Het wapen werd in 1988 geregistreerd.

## Beschrijving
De blazoenering van het wapen luidt als volgt:
In goud een uit de schildvoet oprijzende terp van sinopel, boven vergezeld van twee zwemmende eenden van sabel; en een schildhoofd van azuur, beladen met twee linksgewende kepers van zilver.
De heraldische kleuren zijn: goud (goud), sinopel (groen), sabel (zwart), azuur (blauw) en zilver (zilver).

## Symboliek
- Terp: staat voor de terp waar het dorp op gelegen is, hetgeen ook terugkeert in het deel "wier" van de plaatsnaam. Het staat tevens symbool voor de oude Lauwersdijk.[3]
- Eenden: verwijzen naar de eendenkooien die bij het dorp gelegen zijn, met name bij de buurtschap Nieuwland.[3]
- Schildhoofd met kepers: duidt op het Dokkumergrootdiep, de kepers beelden de sluisdeuren van Dokkumer Nieuwe Zijlen uit.[3]

## Zie ook

Vlag van Engwierum